# Uładzimir Makiej
Uładzimir Makiej, Władimir Makiej (biał. Уладзімір Уладзіміравіч Макей; ros. Владимир Владимирович Макей; ur. 5 sierpnia 1958 roku w Niekraszewiczach, zm. 26 listopada 2022 w Mińsku) – białoruski polityk i dyplomata. 
Ukończył Miński Państwowy Pedagogiczny Instytut Języków Obcych (1980), służył w Armii Radzieckiej (1980–1992), był słuchaczem akademii dyplomatycznej austriackiego MSZ (1992–1993). 
Od 1993 roku zajmował różne stanowiska w służbie dyplomatycznej. W latach 1996–1999 był przedstawicielem Białorusi przy Radzie Europy i jednocześnie radcą ambasady w Paryżu, a w latach 1999–2000 – kierownikiem departamentu współpracy ogólnoeuropejskiej białoruskiego MSZ. Wiosną 2000 roku został mianowany pomocnikiem prezydenta Białorusi, a 15 sierpnia 2008 roku – kierownikiem administracji prezydenckiej. 20 sierpnia 2012 roku został odwołany z tego stanowiska i mianowany ministrem spraw zagranicznych.
Znajdował się na liście białoruskich działaczy państwowych objętych zakazem wjazdu na terytorium Unii Europejskiej. W czerwcu 2022 roku został objęty sankcjami przez Kanadę.
Miał stopień pułkownika rezerwy. Został odznaczony Orderem Honoru (2006).
Zmarł 26 listopada 2022. W lutym 2023 roku Nasza Niwa przedstawiła dowody wskazujące, że Makiej popełnił samobójstwo cztery dni po powrocie z szczytu Organizacji Układu o Bezpieczeństwie Zbiorowym w Armenii, gdzie towarzyszył przedstawicielom Władimira Putina. Źródła gazety twierdziły, że został zignorowany przez swojego szefa, prezydenta Aleksandra Łukaszenkę, zdawał sobie sprawę, że wkrótce zostanie zastąpiony przez Łukaszenkę i że "po osiągnięciu tak wysokiego stanowiska nie widział siebie nigdzie indziej". Ponadto krążyły plotki, że miał problemy małżeńskie z żoną, Verą Poliakową. Pojawiły się też teorie spiskowe, że Makiej został otruty przez rosyjskich urzędników podczas szczytu. Białoruś odmówiła ujawnienia pełnych szczegółów śmierci Makieja, sugerując jedynie, że doznał zawału serca.